# Ravinia coachellensis
Ravinia coachellensis är en tvåvingeart som först beskrevs av Hall 1931.  Ravinia coachellensis ingår i släktet Ravinia och familjen köttflugor.
Artens utbredningsområde är Kalifornien. Inga underarter finns listade i Catalogue of Life.